# Jürgen Perl
Jürgen Perl (* 11. November 1944 in Flatow, Westpreußen; † 23. August 2023) war ein deutscher Informatiker und Mathematiker. Er war einer der Begründer der Sportinformatik in Deutschland.

## Leben
Perl wuchs in Berlin auf. Er schloss 1969 an der Freien Universität Berlin ein Mathematikstudium ab, 1971 wurde er an derselben Hochschule mit seiner Doktorarbeit im Fach Mathematik zum Thema „Minimierung disjunktiver Normalformen: Darstellung mit abbildungstechnischen Mitteln und Analyse des äquivalenten Überdeckungsproblems; Gedanken zur Existenz von darstellenden Algorithmen“ promoviert. Seine Habilitation legte Perl 1974 im Fach Algorithmentheorie an der Technischen Universität Berlin vor.
Von 1975 bis 1983 war er an der Universität Osnabrück Professor für Angewandte Mathematik und Informatik und baute in dieser Zeit an der Hochschule den Fachbereich Informatik auf. 1984 trat Perl an der Johannes Gutenberg-Universität Mainz eine Professorenstelle für Angewandte Informatik an und war wie in Osnabrück für die Gründung des Arbeitsbereiches zuständig. Perl kam über seinen Arbeitskollegen und Freund Wolf-Dietrich Miethling mit der Sportwissenschaft in Verbindung und wandte sich in seiner wissenschaftlichen Betätigung verstärkt der Verbindung von Informatik und Sportwissenschaft zu. 1994 war Perl an der Johannes Gutenberg-Universität Mainz maßgeblich an der Einrichtung des Instituts für Informatik beteiligt, 1995 war er Gründer der Sektion Sportinformatik innerhalb der Deutschen Vereinigung für Sportwissenschaft und 2003 der Internationalen Vereinigung für Sportinformatik (IACSS). Perl war ab 2003 der erste Vorsitzende der IACSS und wurde nach dem Ende seiner Amtszeit im Jahr 2007 Ehrenvorsitzender der Vereinigung. Der Sektion Sportinformatik der Deutschen Vereinigung für Sportwissenschaft stand er von 1995 bis 2002 als Sprecher vor.
An der Johannes Gutenberg-Universität Mainz leitete Perl bis zu seinem Übertritt in den Ruhestand 2010 die Arbeitsgruppe Sportinformatik. 2015 wurde er mit der Goldenen Ehrennadel der Deutschen Vereinigung für Sportwissenschaft ausgezeichnet. Zu Perls Schülern zählt Martin Lames.
In der Sportinformatik war Perl insbesondere in den Arbeitsfeldern Trainings- und Wettkampfsteuerung, Spielbeobachtung sowie physiologische Belastungs-Leistungs-Analyse tätig.